# Condado de Jefferson (Idaho)
O Condado de Jefferson é um dos 44 condados do Estado americano do Idaho. A sede do condado é Rigby. O condado tem uma área de 2863 km² (dos quais 27 km² estão cobertos por água), uma população de 19 155 habitantes, e uma densidade populacional de 6,75 hab/km² (segundo o censo nacional de 2000). O condado foi fundado em 1913 e o seu nome é uma homenagem ao terceiro presidente do país, Thomas Jefferson.